# The Matrix Resurrections
The Matrix Resurrections (conocida como Matrix resurrecciones en Hispanoamérica) o simplemente Matrix 4, es una película estadounidense de acción y ciencia ficción de 2021 producida, coescrita y dirigida por Lana Wachowski. Es la secuela de The Matrix Revolutions (2003) y la cuarta entrega de la franquicia Matrix.
Keanu Reeves, Carrie-Anne Moss, Lambert Wilson y Jada Pinkett Smith repiten sus papeles de las películas anteriores, junto con Yahya Abdul-Mateen II, Jessica Henwick, Jonathan Groff, Neil Patrick Harris y Priyanka Chopra. La película es producida por Village Roadshow Pictures y Venus Castina Productions y distribuida por Warner Bros. Pictures.
Ambientada sesenta años después de los eventos de Revolutions, la película sigue a Neo, quien vive una vida aparentemente ordinaria bajo su identidad original como Thomas A. Anderson en San Francisco, pero cuando una nueva versión de Morfeo le ofrece la píldora roja y reabre su mente al mundo de Matrix, que se ha vuelto más seguro y peligroso en los años transcurridos desde la infección de Smith, Neo se une a un grupo de rebeldes para luchar contra un nuevo enemigo.
Tras el lanzamiento de Revolutions, las Wachowski negaron la posibilidad de otra película de Matrix, aunque desde entonces surgieron rumores sobre una posible cuarta película de Matrix y el estudio expresó constantemente interés en revivir la franquicia, contratando a Zak Penn para escribir un nuevo guion después de que las Wachowski negaran cada oferta para crear más secuelas. A fines de 2019, finalmente se anunció una cuarta película de Matrix, con Lana Wachowski regresando como directora sin su hermana y Reeves y Moss retomando sus papeles. La filmación comenzó en febrero de 2020, pero se detuvo el mes siguiente por la pandemia de COVID-19. Wachowski jugó con la posibilidad de archivar el proyecto y dejar la película sin terminar, pero el elenco insistió en que ella la terminara. El rodaje se reanudó en agosto de 2020 y concluyó tres meses después.
The Matrix Resurrections tuvo su estreno mundial en Toronto, Canadá, el 16 de diciembre de 2021, y fue estrenada por Warner Bros. en cines en otros países el 22 de diciembre de 2021 y también para streaming digital en HBO Max.

## Argumento
Tiempo después de los sucesos en The Matrix Revolutions, Thomas Anderson (Keanu Reeves) es un exitoso desarrollador de videojuegos en San Francisco, creador de una serie de juegos basada en los sueños, inspirados en sus débiles recuerdos de ser Neo. Anderson sigue encontrándose con Tiffany (Carrie-Anne Moss) en el barrio donde vive, una madre casada y vecina, le recuerda a Trinity. 
Anderson lucha por separar su realidad percibida de sus sueños, cuando surgen en su mente como recuerdos de algo sin poder explicar. Su terapeuta (Neil Patrick Harris), que es un agente encubierto para tenerlo bajo control y drogado, le receta píldoras azules para mantener la cordura, sin embargo, Anderson ya no confía en él, suspende la toma de las píldoras azules y deja la medicación recomendada en secreto.
Anderson ejecuta una instancia privada de su juego, mientras descubre la tripulación humana del Mnemosyne, fuera de Matrix. Bugs (Jessica Henwick), la capitana de la nave Mnemosyne, encuentra el juego que ejecuta el antiguo código de Trinity, cuando descubrió a Neo dentro de Matrix, antes del encuentro con los agentes que lo mantienen cautivo. Bugs encuentra a un agente con un comportamiento muy extraño, descubre es un programa encarnando a Morfeo (Yahya Abdul-Mateen II) y lo ayuda a liberarlo, antes de que el socio comercial de Anderson en la compañía de videojuegos, Smith (Jonathan Groff), borre la instancia y esto despierta más dudas en Anderson. 
Bugs y su equipo descubren que Neo todavía está vivo, a pesar de su aparente desaparición y muerte al final de la guerra contra las máquinas. Bugs ingresa a Matrix para unirse a Morfeo y tratar de liberar a Anderson, oculto en la ciudad de las máquinas y se entera de que el socio de Anderson, un empresario llamado Smith en la empresa de videojuegos, es en realidad el agente Smith, quien monitorea a Anderson para tenerlo bajo control y evitar una nueva amenaza contra el sistema. Eludiendo al agente Smith en una batalla, Bugs y Morfeo logran contactarse con Anderson, aprovechando la ventaja de que ya no toma las pastillas azules y su mente está despertando, lo encuentran y enfrentan una batalla contra otros agentes, porque se oponen a la liberación de Anderson, ellos escapan atravesando las puertas del sistema que los llevan a diferentes lugares del mundo, incluso a un tren de alta velocidad en Japón y finalmente por un espejo en el baño del tren, llegan a un edificio abandonado en la ciudad de San Francisco, convencen a Anderson de vivir atrapado dentro de Matrix y entonces Anderson con más recuerdos de su vida anterior, acepta ser extraído y liberar su mente de la cautividad.
Neo se despierta en una cápsula de generación de energía en la ciudad de las máquinas y ve a Trinity también confinada cerca, pero las entidades mecánicas enviadas por Bugs, son  máquinas que colaboran con los humanos en el nuevo sistema establecido por la Matrix, lo recuperan, sujetan con sus brazos articulados y llevan volando a un lugar apartado de la ciudad de las máquinas, antes de poder liberar a Trinity y ellos entran a una nave de levitación magnética, oculta en los bordes de la ciudad de las máquinas, con un diseño más avanzado, moderno y nueva tecnología disponible. 
Neo es llevado a la nave de Bugs, pero él está muy afectado por pasar tantos años con su mente controlada en la Matrix y lo llevan para luchar en un dojo de kung fu en medio de un lago para poder liberar su mente y Morfeo le revela la verdad, Anderson lo creó a él y al agente Smith en secreto en el videojuego, para juntos trabajar en ayudar a Neo a despertar del sistema, ayudar a convertirse en el Elegido y comandar una nueva revolución contra el sistema, es llevado en la nave de levitación magnética al nuevo bastión humano, la ciudad refugio de Ío, donde reconoce a Níobe (Jada Pinkett Smith) como la persona con mayor edad y experiencia, nombrada comandante de la ciudad. 
Níobe le explica que han pasado más de 60 años en el mundo real desde la guerra contra las máquinas y los supervivientes humanos en la ciudad, se han aliado con algunas de las máquinas rebeldes, para luchar contra una anomalía que pone en peligro a toda Matrix. Níobe lleva a Neo a su amiga Sati (Priyanka Chopra), un programa de exiliados ya conocida anteriormente, la niña programadora de los amaneceres en la Matrix, ella les explica a todos su sospecha de que la nueva anomalía existente en el sistema fue creada después de la guerra contra las máquinas y, de alguna manera, había provocado los eventos para mantener con vida a Neo y también a Trinity, en el pasado los resucita y reconstruyen sus tejidos, para luego mantenerlos almacenados en una cápsula de generación de energía, atrapados para siempre en la ciudad de las máquinas, debido a la gran capacidad de sus códigos de programación y los había aislado para mantenerlos bajo control, aunque mantenidos en forma intencional siempre cerca entre sí por ser programas muy avanzados, pero sin un contacto real entre ellos. 
Aunque Neo quiere rescatar a Trinity, Sati le advierte contra ello y Níobe le ordena a Neo permanecer fuera de Matrix, porque todo esto puede ser una trampa de las máquinas, Neo es llevado a una celda al fondo de la ciudad Ío para mantenerlo prisionero, pero Bugs y sus compañeros de tripulación, rescatan a Neo de la ciudad Ío, mantenido aislado porque los habitantes de la ciudad Ío no quieren enfrentar una nueva guerra contra las máquinas, al considerar Neo podría ser un peligro en el futuro para la existencia de ciudad Ío y alterar la paz establecida con las máquinas durante muchos años, ellos la desobedecen y escapan para ayudarlo a liberar a Trinity, provocar una guerra contra las máquinas, liberar a más humanos de su prisión mental y van a la ciudad de las máquinas para ingresar a la Matrix.
Neo y Bugs ingresan en Matrix, pero son confrontados por el agente Smith y otros programas de exiliados del sistema, cuando tratan de restaurarlo a su forma anterior y ellos tenían muchas ventajas, comodidades y eran libres, para tratar de controlar Matrix nuevamente. Mientras Bugs y su tripulación luchan contra los exiliados, Neo lucha contra el agente Smith, recordando lentamente sus habilidades para doblar las leyes de la física dentro de Matrix y se hace más fuerte con cada minuto dentro de la Matrix. 
Bugs lleva a Neo al taller de reparaciones de motos de Tiffany en la ciudad de San Francisco para tratar de despertarla, mientras Sati ahora está dispuesta a colaborar con los rebeldes, llega a la cápsula de energía donde está atrapada Trinity en la ciudad de las máquinas para tratar de desconectarla, estableciendo un puente con las sondas conectadas a su cuerpo y engañar a las máquinas, pero antes de que Neo pueda hablar con ella, su terapeuta aparece y manipula el tiempo, inmovilizando a Neo y se revela él mismo como el Analista, un programa destinado a estudiar la psique humana y ayudar a mantenerlos bajo control en el sistema de las máquinas, estableciendo un mundo que no sea perfecto porque los humanos no son perfectos. 
El Analista les explica que, cuando Neo y Trinity murieron, los capturó y resucitó para estudiarlos, encerrarlos en una cápsula de energía y descubrió en sus experimentos con el paso de los años, ellos dominaban el sistema con una programación muy avanzada en su interior cuando trabajaban juntos. Si Neo y Trinity, se mantienen cerca el uno del otro sin hacer contacto, los otros humanos atrapados dentro de Matrix producirían más energía para las máquinas, al mantener una paz y situación estable sin conflictos entre humanos y las máquinas, pero la liberación de Neo de la Matrix nuevamente ha desestabilizado el sistema y las máquinas proponen reiniciar Matrix nuevamente. En cambio, el Analista intenta salvar el sistema, obligando a Neo regresar a su cápsula de generación de energía en la ciudad de las máquinas, amenazando con matar a Trinity si se niega y así poder mantener el sistema sin alterar.
Neo y Bugs se ven obligados a abandonar la Matrix cuando otra nave enviada por Níobe trae la Mnemosyne de regreso a Ío. Ahí, Neo persuade a Níobe para dejar en libertad a Trinity dentro de la Matrix y, más tarde, Neo se enfrenta al Analista, ahora recordando todo lo sucedido en su vida anterior, exigiéndole respetar el acuerdo entre ellos, alcanzado al final de la guerra contra las máquinas, cuando en el pasado derrotaron juntos al agente Smith, una anomalía del sistema que pone en peligro a la Matrix. Neo ofrece un acuerdo al Analista, sentado en un sillón muy cómodo y rodeado de agentes vestidos como policías armados, tratar de liberar nuevamente a Trinity de la Matrix si ella consiente, y él aceptaría regresar a la Matrix, para vivir en la cápsula de energía en la ciudad de las máquinas durante más años, por voluntad propia si ella se niega a ser despertada de la Matrix. 
El Analista en un sillón y con los agentes en el interior de la Matrix, junto a la fábrica de motos de Trinity, acepta este nuevo acuerdo entre ellos, para tratar de mantener el sistema y la paz, entre humanos y las máquinas, cuando en la Matrix les traen a Tiffany para hablar con Neo en la fábrica de motos, le dicen está viviendo atrapada en una realidad virtual creada por las máquinas para mantenerla controlada, ella recuerda su vida anterior y puede despertar, pero entonces las máquinas envían a su familia a la reunión, para incitarla a mantener su vida pacifica y permanecer en el interior de la Matrix sin despertar jamás, pero ella reflexiona, los recuerdos de su vida pasada surgen en su mente nuevamente, se activa su programación para servir a un propósito, los rechaza y se reconoce a sí misma finalmente como Trinity, al recordar su vida anterior y su misión de ayudar a despertar a los humanos de la esclavitud de la Matrix. 
El Analista se prepara para matarla y romper nuevamente el acuerdo entre ellos, pero el agente Smith interviene en la batalla, deteniendo momentáneamente al Analista y dando tiempo a Neo, para liberar a Trinity de la Matrix, estableciendo una colaboración temporal con Neo y tratar de que este nuevo conflicto con el Analista, pueda servir para sus propios planes de dominar el sistema y recuperar su vida anterior, logrando que ella y los demás rebeldes puedan escapar de la fábrica de motos. 
Neo y Trinity intentan escapar en una moto por las calles de la ciudad, buscando un teléfono de escape de la matrix, se enfrentan a un enjambre de agentes en las calles, al mismo tiempo tratan de ganar tiempo dentro de Matrix, para permitir a Bugs y otros humanos, que también participan en la batalla contra los agentes enviados por el Analista para matar a todos, sean extraídos del sistema y puedan regresar a la ciudad Ío, luchando contra los agentes del sistema y en medio de la batalla en las calles de la ciudad, al mismo tiempo Sati logra desconectar a Trinity de la cápsula de energía y escapan con la ayuda de las máquinas aliadas, logrando derrotar los planes del Analista al encontrar la cápsula de energía vacía.
En el interior de la Matrix, cuando tratan de escapar de los agentes enviados por el Analista, Neo y Trinity dejan la moto, ingresan a un edificio y ahora están acorralados en lo alto de un rascacielos, las máquinas envían 2 helicópteros armados, disparan contra ellos para matarlos y Neo detiene las balas, entonces ellos saltan en forma desesperada de la terraza del edificio, confiando que Neo pueda recuperar su habilidad de salto o vuelo, como lo tenía en el pasado, pero Neo falla en el intento, entonces Trinity interviene, ahora fortalecida en este nuevo sistema y por colaborar con Neo, trabajando juntos como lo habían previsto las máquinas, logra volar inesperadamente, escapar de los helicópteros y finalmente pueden salir de la Matrix.
Neo y Trinity, colaborando juntos y ahora con el poder de ser los controladores de Matrix, regresan volando para enfrentar al Analista en su casa en la ciudad de San Francisco, destruyen la pared donde está descansando, sin poder enfrentar los nuevos poderes de Trinity y Neo trabajando juntos, como lo habían previsto las máquinas en el pasado, llegan a un nuevo acuerdo con el Analista, asegurándole que enfrentará terribles consecuencias si rompe este nuevo acuerdo, intenta tomar nuevamente el control de la Matrix y mantener a los humanos como esclavos, finalmente se van volando juntos para rescatar a otras personas atrapadas en el sistema.

## Reparto

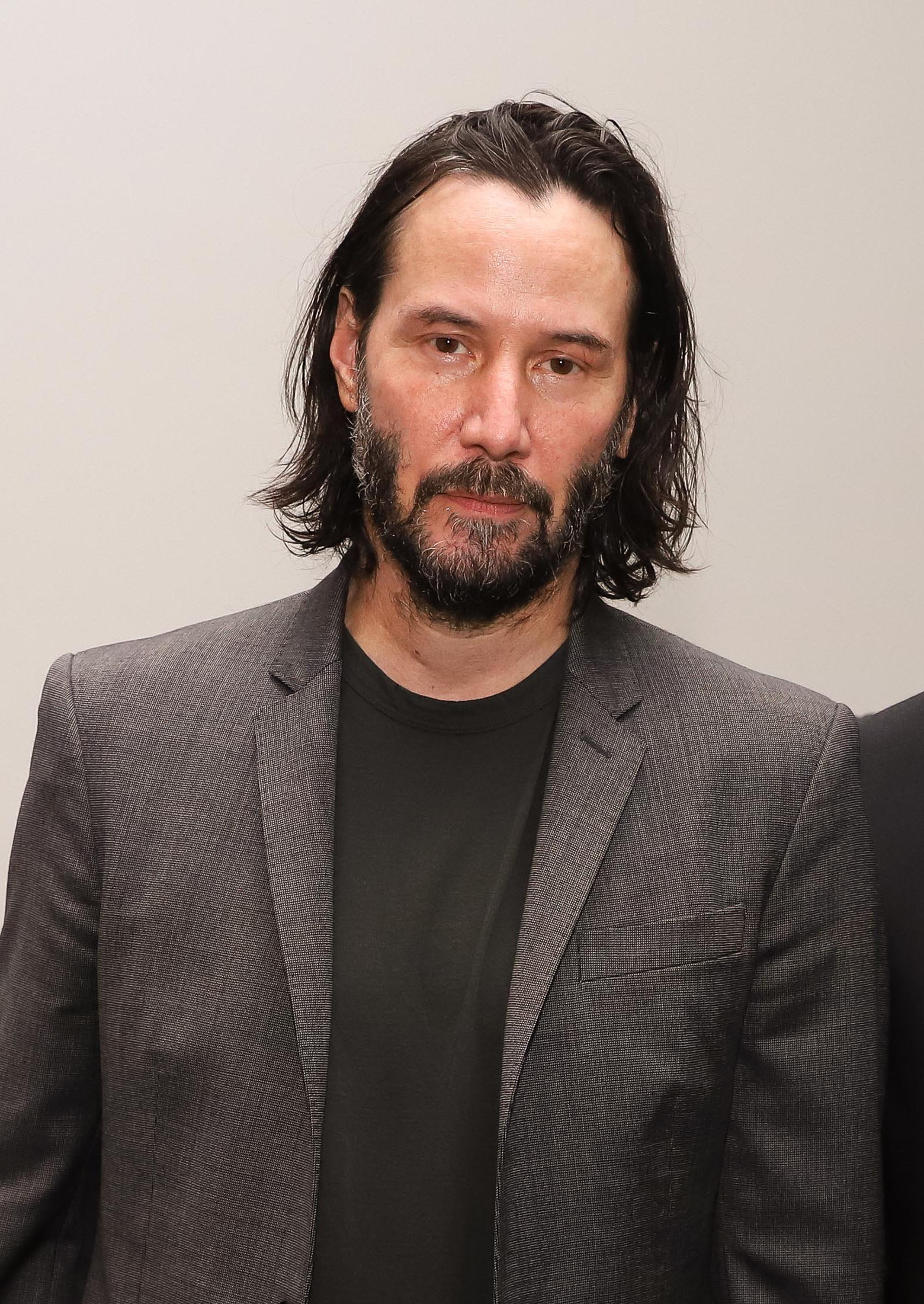
Keanu Reeves retoma el papel principal en la cuarta entrega de la franquicia The Matrix.

- Keanu Reeves como Thomas Anderson / Neo[5]
- Carrie-Anne Moss como Tiffany / Trinity[5]
- Yahya Abdul-Mateen II como Morfeo (nueva y más joven versión)
- Jonathan Groff como el agente Smith (versión reprogramada)
- Neil Patrick Harris como El Analista/El Terapeuta
- Jada Pinkett Smith como Níobe
- Priyanka Chopra como Sati
- Lambert Wilson como el Merovingio[6]
- Daniel Bernhardt como el agente Johnson[7]
- Jessica Henwick como Bugs.
- Toby Onwumere como Sequoia, El operador del Mnemosyne.
- Max Riemelt como Sheperd
- Eréndira Ibarra como Lexy
- Andrew Caldwell
- Brian J. Smith
- Ian Pirie
- Ellen Hollman
- Christina Ricci como Vere[8]

## Producción

### Desarrollo
Mientras realizaban las tres entregas iniciales de la franquicia de Matrix, las hermanas Wachowski afirmaron que en ese momento no tenían intención de hacer otra película de la serie después de The Matrix Revolutions. En una entrevista promocional del filme El destino de Júpiter en febrero de 2015, Lilly Wachowski se refirió al hecho como "una idea particularmente repugnante en estos tiempos", señalando la tendencia de los estudios a dar luz verde a secuelas, reinicios y adaptaciones sobre el material original. Refiriéndose a los rumores sobre un posible reinicio, su hermana Lana afirmó que aunque no había nada concreto, creía que el estudio podría estar buscando nuevos directores para llevar el proyecto a cabo.
En marzo de 2017, la revista The Hollywood Reporter informó que Warner Bros. se encontraba en las primeras etapas de desarrollo de un relanzamiento de la franquicia, mencionando además el interés del estudio por la inclusión de Michael B. Jordan dentro del reparto. Según el medio, las hermanas Wachowski no estaban vinculadas al proyecto en esta etapa aún, aunque el estudio esperaba contar con su bendición. Según el guionista Zak Penn, inicialmente se contempló la idea de escribir una historia ambientada en el universo ya establecido sobre un joven Morfeo o uno de sus descendientes a modo de precuela. En marzo de 2018, Penn dijo que estaba trabajando en el resurgimiento de la franquicia y descartó la posibilidad de un universo expandido.

### Preproducción

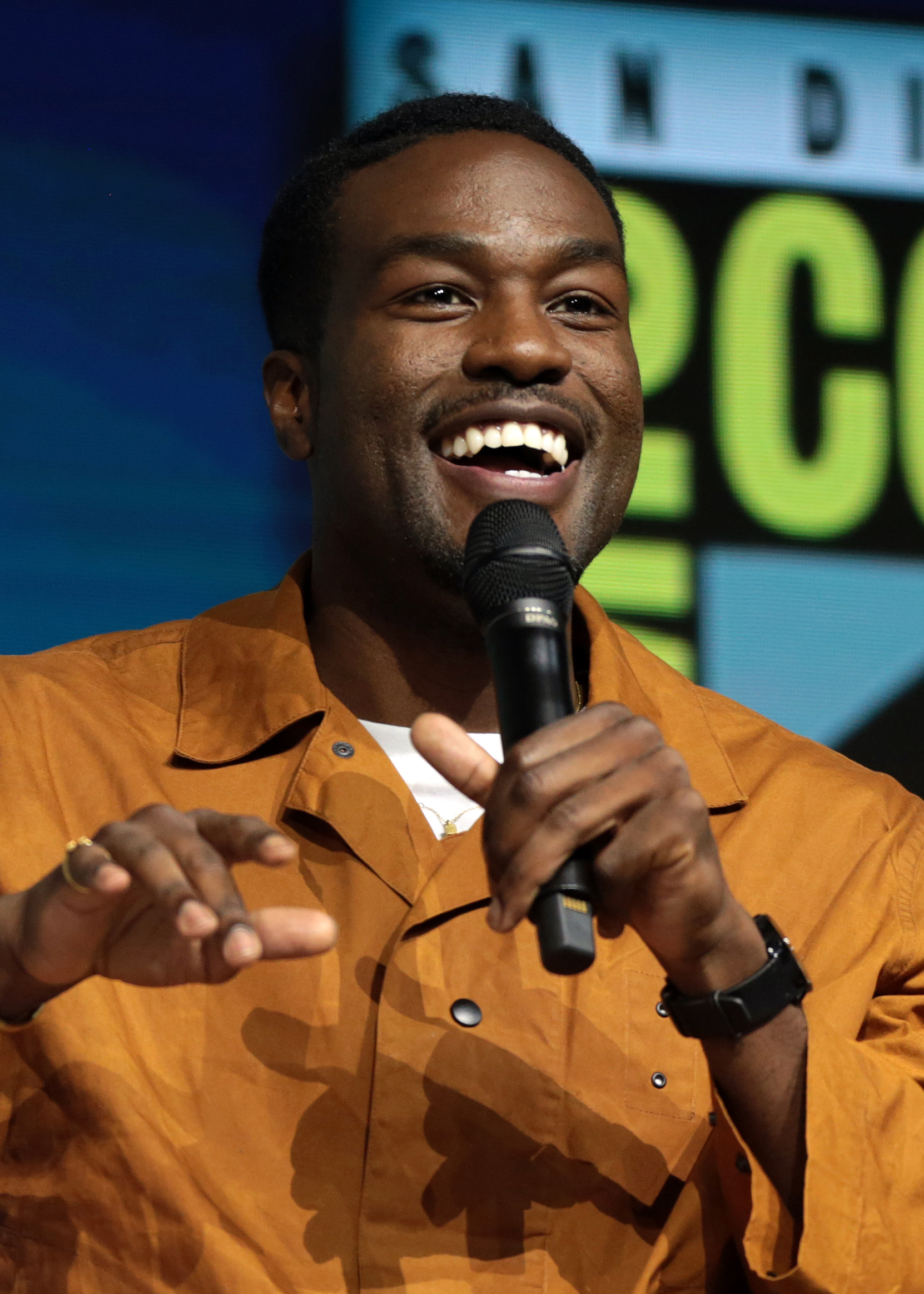
Yahya Abdul-Mateen II reemplaza a Laurence Fishburne como Morfeo.

El filme fue anunciado oficialmente por Warner Bros. el 20 de agosto de 2019. Lana Wachowski fue la encargada de la dirección y los actores principales Keanu Reeves y Carrie-Ann Moss regresaron para interpretar sus papeles como Neo y Trinity respectivamente. El guion fue escrito por Wachowski, Aleksandar Hemon y David Mitchell, quienes habían trabajado en el guion del seriado Sense8. Lilly Wachowski no pudo comprometerse con el proyecto porque en ese momento se encontraba trabajando en la serie de la cadena Showtime Work in Progress, pero le auguró éxitos al equipo de trabajo y aseguró que esperaba que el producto fuera "mejor que el original". A John Toll, quien había trabajado con las hermanas en las producciones Cloud Atlas, El destino de Júpiter y Sense8, se le encargó la labor de fotografía. En octubre de 2019, Yahya Abdul-Mateen II fue incluido en el reparto ante las especulaciones de que el actor interpretaría el papel de un joven Morfeo. El mismo mes fue anunciada la vinculación del actor estadounidense Neil Patrick Harris e iniciaron negociaciones con las actrices Jada Pinkett Smith y Jessica Henwick. Ambas fueron confirmadas en diciembre junto con Jonathan Groff y Toby Onwumere.
En enero de 2020 se unió al proyecto la actriz mexicana Eréndira Ibarra. Lambert Wilson, que interpretó el papel del Merovingio en las secuelas, reveló que se encontraba en negociaciones con el estudio para un posible regreso. Hugo Weaving, intérprete del agente Smith en las tres primeras películas, fue contactado originalmente para que repitiera su papel, pero tuvo conflictos de agenda con su participación en la adaptación teatral de Tony Kushner de La visita, lo que llevó a Wachowski a concluir que las fechas no funcionarían después de permanecer en contacto con Weaving durante un tiempo. Laurence Fishburne anunció que en ningún momento se le pidió que repitiera su papel como Morfeo. Los cástines de Priyanka Chopra y Lambert Wilson fueron confirmados en febrero, junto con las adiciones de Andrew Caldwell, Brian J. Smith y Ellen Hollman. Joe Pantoliano, quien interpretó en la película original á Cypher, expresó su interés en reaparecer en la historia a pesar de la muerte de su personaje en la primera entrega y envió un mensaje a Lana Wachowski sobre esta posibilidad, pero no recibió ninguna respuesta.

### Rodaje

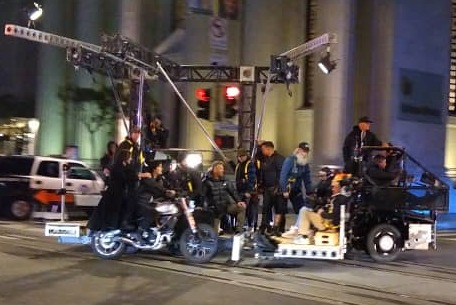
Keanu Reeves y Carrie-Ann Moss rodando una escena de acción en el Distrito Financiero de San Francisco bajo la dirección de Lana Wachowski

La película empezó su etapa de producción en San Francisco el 4 de febrero de 2020. El rodaje también se llevó a cabo en los estudios Babelsberg de Alemania y en algunas locaciones de Chicago. En la ciudad californiana causó cierta inconformidad entre los residentes luego de los daños causados a algunos edificios y al sistema de iluminación de las calles. A diferencia de otras producciones, no se necesitó una segunda unidad durante las secuencias de acción, ya que Wachowski dirigió todas las escenas ella misma.
El 16 de marzo de 2020, la producción de la película se detuvo debido al surgimiento de la pandemia del COVID-19. El 16 de agosto de 2020, Keanu Reeves confirmó que el rodaje se había reanudado en la ciudad de Berlín. En septiembre, se anunció que el actor y artista marcial suizo Daniel Bernhardt retomaría su papel como el agente Johnson. La etapa de fotografía principal terminó el 11 de noviembre de 2020.

## Estreno
El estreno de la película se estableció inicialmente para el 21 de mayo de 2021 junto con John Wick: Chapter 4, largometraje también protagonizado por Reeves. Sin embargo, se pospuso hasta el 1 de abril de 2022 debido a la pandemia de COVID-19. El 5 de octubre de 2020 se estableció como fecha definitiva de estreno el 22 de diciembre de 2021, con un lanzamiento simultáneo en salas de cine y en el servicio de streaming HBO Max como parte de los planes de Warner Bros. Pictures para todas sus películas de 2021.
El 9 de septiembre de 2021 fue puesto disponible online el primer tráiler oficial y el 6 de diciembre el tráiler final.

## Premios y nominaciones
| Premio                                                  | Fecha                 | Categoría                                                                   | Nominado(s)                                                      | Resultado | Ref(s)        |
| ------------------------------------------------------- | --------------------- | --------------------------------------------------------------------------- | ---------------------------------------------------------------- | --------- | ------------- |
| Premios de la Crítica Cinematográfica                   | 13 de marzo de 2022   | Mejores efectos visuales                                                    | The Matrix Resurrections                                         | Nominada  | [ 50 ]        |
| Houston Film Critics Society                            | 19 de febrero de 2022 | Mejor coordinación de especialistas                                         | The Matrix Resurrections                                         | Nominada  | [ 51 ]        |
| Houston Film Critics Society                            | 19 de febrero de 2022 | Mejores efectos visuales                                                    | The Matrix Resurrections                                         | Nominada  | [ 51 ]        |
| Premios del Sindicato de Actores                        | 27 de febrero de 2022 | Mejor reparto de especialistas                                              | The Matrix Resurrections                                         | Nominada  | [ 52 ]        |
| Seattle Film Critics Society                            | 17 de enero de 2022   | Mejores efectos visuales                                                    | Dan Glass, Huw J. Evans, Tom Debenham, y J. D. Schwalm           | Nominados | [ 53 ] [ 54 ] |
| Premios de la Sociedad de Decoradores de Estados Unidos | 22 de febrero de 2022 | Mejor decoración/diseño en una película de ciencia ficción o fantasía       | Lisa Brennan, Barbara Munch, Hugh Bateup, Peter Walpole          | Nominada  | [ 55 ]        |
| Visual Effects Society                                  | 8 de marzo de 2022    | Mejores efectos visuales en una película fotorrealista                      | Dan Glass, Nina Fallon, Tom Debenham, Huw J Evans, James Schwalm | Nominada  | [ 56 ]        |
| Visual Effects Society                                  | 8 de marzo de 2022    | Mejores efectos especiales prácticos en un proyecto fotorrealista o animado | JD Schwalm, Brendon O'Dell, Michael Kay, Pau Costa Moeller       | Nominada  | [ 56 ]        |